# Mesolekt
Als Mesolekt bezeichnet die Strataforschung Sprachformen im „Kontinuum“ zwischen Basilekt und Akrolekt. Der Mesolekt hat weder besonderes Prestige noch ein markantes Stigma. Ursprünglich war es eine abgeschwächte Form eines starken kreolischen Dialekts, die sich der Standardsprache angenähert hat.
Der Begriff wurde in den frühen 1970er Jahren von Derek Bickerton eingeführt.